# カテリナ・シニャコバ
カテリナ・シニャコバ（Kateřina Siniaková, 1996年5月10日 - ）は、チェコ共和国のフラデツ・クラーロヴェー出身の女子プロテニス選手。これまでにWTAツアーでシングルス5勝、ダブルス30勝を挙げている。身長174cm、体重69kg。右利き、バックハンド・ストロークは両手打ち。WTAランキング自己最高位はシングルス27位、ダブルス1位。チェコ語の発音は「カテジナ・スィニァコバー」が近い。
女子ダブルスでバルボラ・クレイチコバとペアを組んでキャリア・ゴールデン・スラムを達成した。

## 来歴
5歳からテニスを始める。ジュニア時代は2013年全豪オープンジュニア女子シングルスで準優勝、全仏オープン、ウィンブルドン、全米オープンジュニア女子ダブルスで同じチェコのバルボラ・クレシコバと組み優勝している。
4大大会では2014年全豪オープンで予選を勝ち上がり初出場し1回戦でザリナ・ディアスに 2–6, 4–6 で敗れた。2014年9月のタシケント大会のダブルスでアレクサンドラ・クルニッチと組み優勝し初のWTAタイトルを獲得した。
2016年はウィンブルドンで3回戦に進出し、ボースタードと東京の2大会で準優勝した。ダブルスではバルボラ・クレシコバとのペアで全仏オープンでベスト4、全米オープンでベスト8に進出した。シングルス、ダブルスともにトップ50入りを果たし飛躍の年となった。
2017年の開幕戦の深圳オープンで2回戦でシモナ・ハレプと準決勝でジョアンナ・コンタのトップ10選手2人を破り、ノーシードからツアー3度目となる決勝に進出した。決勝ではアリソン・リスクを 6–3, 6–4 で破りツアー初優勝を果たした。2017年4月3日付のランキングで36位の自己最高を記録している。
2017年全米オープンではルーシー・ハラデツカと組んだダブルスで決勝に進出したが、詹詠然＆マルチナ・ヒンギス組に 3–6, 2–6 で敗れ準優勝となった。

## WTAツアー決勝進出結果

### シングルス: 10回 (5勝5敗)
| 大会グレード                  |
| ----------------------------- |
| グランドスラム (0–0)          |
| WTAファイナルズ (0–0)         |
| WTA1000トーナメント (0–0)     |
| WTAエリート・トロフィー (0–0) |
| WTA500トーナメント (0–0)      |
| WTA250トーナメント (5–5)      |

| 結果   | No. | 決勝日         | 大会               | サーフェス | 対戦相手                     | スコア                  |
| ------ | --- | -------------- | ------------------ | ---------- | ---------------------------- | ----------------------- |
| 準優勝 | 1.  | 2016年7月24日  | ボースタード       | クレー     | ラウラ・シグムント           | 5-7, 1-6                |
| 準優勝 | 2.  | 2016年9月25日  | 東京               | ハード     | クリスティナ・マクヘール     | 6-3, 4-6, 4-6           |
| 優勝   | 1.  | 2017年1月7日   | 深圳               | ハード     | アリソン・リスク             | 6-3, 6-4                |
| 優勝   | 2.  | 2017年7月30日  | ボースタード       | クレー     | キャロライン・ウォズニアッキ | 6-3, 6-4                |
| 準優勝 | 3.  | 2018年1月6日   | 深圳               | ハード     | シモナ・ハレプ               | 1-6, 6-2, 0-6           |
| 準優勝 | 4.  | 2021年6月26日  | バート・ホンブルク | 芝         | アンゲリク・ケルバー         | 3-6, 2-6                |
| 優勝   | 3.  | 2022年9月19日  | ポルトロス         | ハード     | エレーナ・リバキナ           | 6-7(4-7), 7-6(7-5), 6-4 |
| 優勝   | 4.  | 2023年7月1日   | バート・ホンブルク | 芝         | ルチア・ブロンゼッティ       | 6-2, 7-6(7-5)           |
| 準優勝 | 5.  | 2023年10月15日 | 香港               | ハード     | レイラ・フェルナンデス       | 6-3, 4-6, 4-6           |
| 優勝   | 5.  | 2023年10月22日 | 南昌               | ハード     | マリー・ボウズコバ           | 1-6, 7-6(7-5), 7-6(7-4) |

### ダブルス: 48回 (30勝18敗)
| 大会グレード                  |
| ----------------------------- |
| グランドスラム (10–2)         |
| WTAファイナルズ (1–3)         |
| WTA1000トーナメント (5–4)     |
| オリンピック (1–0)            |
| WTAエリート・トロフィー (0–0) |
| WTA500トーナメント (5–4)      |
| WTA250トーナメント (8–5)      |

| 結果   | No. | 決勝日         | 大会                 | サーフェス    | パートナー                   | 対戦相手                                        | スコア                 |
| ------ | --- | -------------- | -------------------- | ------------- | ---------------------------- | ----------------------------------------------- | ---------------------- |
| 準優勝 | 1.  | 2014年8月3日   | スタンフォード       | ハード        | ポーラ・カニア               | カルラ・スアレス・ナバロ ガルビネ・ムグルサ     | 2-6, 6-4, [5-10]       |
| 優勝   | 1.  | 2014年9月13日  | タシケント           | ハード        | アレクサンドラ・クルニッチ   | マルガリタ・ガスパリアン アレクサンドラ・パノワ | 6-2, 6-1               |
| 優勝   | 2.  | 2015年5月1日   | プラハ               | クレー        | ベリンダ・ベンチッチ         | カテリナ・ボンダレンコ エバ・ハルディノバ       | 6-2, 6-2               |
| 準優勝 | 2.  | 2015年10月3日  | タシケント           | ハード        | ベラ・ドゥシェビナ           | マルガリタ・ガスパリアン アレクサンドラ・パノワ | 1-6, 6-3, [3-10]       |
| 準優勝 | 3.  | 2017年2月5日   | 台北                 | ハード        | ルーシー・ハラデツカ         | 詹皓晴 詹詠然                                   | 4-6, 2-6               |
| 準優勝 | 4.  | 2017年3月18日  | インディアンウェルズ | ハード        | ルーシー・ハラデツカ         | 詹詠然 マルチナ・ヒンギス                       | 6-7(4-7), 2-6          |
| 準優勝 | 5.  | 2017年4月9日   | チャールストン       | クレー        | ルーシー・ハラデツカ         | ベサニー・マテック＝サンズ ルーシー・サファロバ | 1-6, 6-4, [7-10]       |
| 準優勝 | 6.  | 2017年5月5日   | プラハ               | クレー        | ルーシー・ハラデツカ         | アンナ＝レナ・グローネフェルト クベタ・ペシュケ | 4-6, 6-7(3-7)          |
| 準優勝 | 7.  | 2017年9月10日  | 全米オープン         | ハード        | ルーシー・ハラデツカ         | 詹詠然 マルチナ・ヒンギス                       | 3-6, 2-6               |
| 準優勝 | 8.  | 2018年1月6日   | 深圳                 | ハード        | バルボラ・クレイチコバ       | イリーナ＝カメリア・ベグ シモナ・ハレプ         | 6-1, 0-6, [8-10]       |
| 準優勝 | 9.  | 2018年4月1日   | マイアミ             | ハード        | バルボラ・クレイチコバ       | アシュリー・バーティ ココ・バンダウェイ         | 2-6, 1-6               |
| 優勝   | 3.  | 2018年6月10日  | 全仏オープン         | クレー        | バルボラ・クレイチコバ       | 穂積絵莉 二宮真琴                               | 6-3, 6-3               |
| 優勝   | 4.  | 2018年7月14日  | ウィンブルドン       | 芝            | バルボラ・クレイチコバ       | ニコール・メリチャー クベタ・ペシュケ           | 6-4, 4-6, 6-0          |
| 準優勝 | 10. | 2018年10月28日 | シンガポール         | ハード (室内) | バルボラ・クレイチコバ       | ティメア・バボシュ クリスティナ・ムラデノビッチ | 4-6, 5-7               |
| 優勝   | 5.  | 2019年1月11日  | シドニー             | ハード        | アレクサンドラ・クルニッチ   | 穂積絵莉 アリツィア・ロソルスカ                 | 6-1, 7-6(7-3)          |
| 準優勝 | 11. | 2019年3月16日  | インディアンウェルズ | ハード        | バルボラ・クレイチコバ       | エリーズ・メルテンス アリーナ・サバレンカ       | 3-6, 2-6               |
| 優勝   | 6.  | 2019年8月12日  | トロント             | ハード        | バルボラ・クレイチコバ       | アンナ＝レナ・グローネフェルト デミ・スゥース   | 7-5, 6-0               |
| 優勝   | 7.  | 2019年10月13日 | リンツ               | ハード (室内) | バルボラ・クレイチコバ       | バルバラ・ハース クセニア・ノール               | 6-4, 6-3               |
| 優勝   | 8.  | 2020年1月11日  | 深圳                 | ハード        | バルボラ・クレイチコバ       | 鄭賽賽 ドゥアン・インイン                       | 6-2, 3-6, [10-4]       |
| 準優勝 | 12. | 2020年11月15日 | リンツ               | ハード (室内) | ルーシー・ハラデツカ         | アランツァ・ルス タマラ・ジダンシェク           | 3-6, 4-6               |
| 優勝   | 9.  | 2021年2月7日   | メルボルン           | ハード        | バルボラ・クレイチコバ       | 詹皓晴 詹詠然                                   | 6-3, 7-6(7-4)          |
| 準優勝 | 13. | 2021年2月19日  | 全豪オープン         | ハード        | バルボラ・クレイチコバ       | エリーズ・メルテンス アリーナ・サバレンカ       | 2-6, 3-6               |
| 優勝   | 10. | 2021年5月8日   | マドリード           | クレー        | バルボラ・クレイチコバ       | ガブリエラ・ダブロウスキー デミ・スゥース       | 6-4, 6-3               |
| 優勝   | 11. | 2021年6月13日  | 全仏オープン         | クレー        | バルボラ・クレイチコバ       | ベサニー・マテック＝サンズ イガ・シフィオンテク | 6-4, 6-2               |
| 優勝   | 12. | 2021年8月1日   | 東京五輪             | ハード        | バルボラ・クレイチコバ       | ベリンダ・ベンチッチ ビクトリヤ・ゴルビッチ     | 7-5, 6-1               |
| 優勝   | 13. | 2021年10月23日 | モスクワ             | ハード (室内) | エレナ・オスタペンコ         | ナディヤ・キチェノク イオアナ・ラルカ・オラル   | 6-2, 4-6, [10-8]       |
| 優勝   | 14. | 2021年11月18日 | グアダラハラ         | ハード        | バルボラ・クレイチコバ       | 謝淑薇 エリーズ・メルテンス                     | 6-3, 6-4               |
| 優勝   | 15. | 2022年1月9日   | メルボルン2          | ハード        | ベルナルダ・ペラ             | テレザ・マルティンコバ マヤル・シェリフ         | 6-2, 6-7(7-9), [10-5]  |
| 優勝   | 16. | 2022年1月30日  | 全豪オープン         | ハード        | バルボラ・クレイチコバ       | アンナ・ダニリナ ベアトリス・ハダッド・マイア   | 6-7(3-7), 6-4, 6-4     |
| 優勝   | 17. | 2022年6月19日  | ベルリン             | 芝            | ストーム・ハンター           | アリーゼ・コルネ ジル・タイシュマン             | 6-4, 6-3               |
| 優勝   | 18. | 2022年7月11日  | ウィンブルドン       | 芝            | バルボラ・クレイチコバ       | エリーズ・メルテンス 張帥                       | 6-2, 6-4               |
| 優勝   | 19. | 2022年9月12日  | 全米オープン         | ハード        | バルボラ・クレイチコバ       | キャティ・マクナリー テイラー・タウンゼント     | 3-6, 7-5, 6-1          |
| 優勝   | 20. | 2022年10月9日  | モナスティル         | ハード        | クリスティナ・ムラデノビッチ | 加藤未唯 アンジェラ・クリコフ                   | 6-2, 6-0               |
| 準優勝 | 14. | 2022年11月8日  | フォートワース       | ハード (室内) | バルボラ・クレイチコバ       | ベロニカ・クデルメトバ エリーズ・メルテンス     | 2-6, 6-4, [9-11]       |
| 準優勝 | 15. | 2023年1月7日   | アデレード1          | ハード        | ストーム・ハンター           | エイジア・ムハンマド テイラー・タウンゼント     | 2-6, 6-7(2-7)          |
| 優勝   | 21. | 2023年1月29日  | 全豪オープン         | ハード        | バルボラ・クレイチコバ       | 青山修子 柴原瑛菜                               | 6-4, 6-3               |
| 優勝   | 22. | 2023年3月19日  | インディアンウェルズ | ハード        | バルボラ・クレイチコバ       | ベアトリス・ハダッド・マイア ラウラ・シグムント | 6-1, 6-7(3-7), [10-7]  |
| 準優勝 | 16. | 2023年6月25日  | ベルリン             | 芝            | マルケタ・ボンドロウソバ     | キャロリン・ガルシア ルイーザ・ステファニー     | 6-4, 6-7(8-10), [4-10] |
| 優勝   | 23. | 2023年9月17日  | サンディエゴ         | ハード        | バルボラ・クレイチコバ       | ダニエル・コリンズ ココ・バンダウェイ           | 6-1, 6-4               |
| 優勝   | 24. | 2024年2月24日  | ドバイ               | ハード        | ストーム・ハンター           | ニコール・メリチャー エレン・ペレス             | 6-4, 6-2               |
| 準優勝 | 17. | 2024年3月16日  | インディアンウェルズ | ハード        | ストーム・ハンター           | 謝淑薇 エリーズ・メルテンス                     | 3-6, 4-6               |
| 優勝   | 25. | 2024年6月9日   | 全仏オープン         | クレー        | コリ・ガウフ                 | サラ・エラニ ジャスミン・パオリーニ             | 7-6(7-5), 6-3          |
| 優勝   | 26. | 2024年7月13日  | ウィンブルドン       | 芝            | テイラー・タウンゼント       | ガブリエラ・ダブロウスキー エリン・ラウトリフ   | 7-6(7-5), 7-6(7-1)     |
| 優勝   | 27. | 2024年7月26日  | プラハ               | クレー        | バルボラ・クレイチコバ       | ルーシー・サファロバ ベサニー・マテック＝サンズ | 6-3, 6-3               |
| 優勝   | 28. | 2024年10月27日 | 広州                 | ハード        | 張帥                         | カタジーナ・ピテール ファニ・ストラー           | 6-4, 6-1               |
| 準優勝 | 18. | 2024年11月9日  | リヤド               | ハード (室内) | テイラー・タウンゼント       | ガブリエラ・ダブロウスキー エリン・ラウトリフ   | 5-7, 3-6               |
| 優勝   | 29. | 2025年1月26日  | 全豪オープン         | ハード        | テイラー・タウンゼント       | 謝淑薇 エレナ・オスタペンコ                     | 6-2, 6-7(4-7), 6-3     |
| 優勝   | 30. | 2025年2月22日  | ドバイ               | ハード        | テイラー・タウンゼント       | 謝淑薇 エレナ・オスタペンコ                     | 7-6(7-5), 6-4          |

## 4大大会シングルス成績
略語の説明
| W | F | SF | QF | #R | RR | Q# | LQ | A | Z# | PO | G | S | B | NMS | P | NH |

W=優勝, F=準優勝, SF=ベスト4, QF=ベスト8, #R=#回戦敗退, RR=ラウンドロビン敗退, Q#=予選#回戦敗退, LQ=予選敗退, A=大会不参加, Z#=デビスカップ/BJKカップ地域ゾーン, PO=デビスカップ/BJKカッププレーオフ, G=オリンピック金メダル, S=オリンピック銀メダル, B=オリンピック銅メダル, NMS=マスターズシリーズから降格, P=開催延期, NH=開催なし.
| 大会           | 2014 | 2015 | 2016 | 2017 | 2018 | 2019 | 2020 | 2021 | 2022 | 2023 | 2024 | 2025 | 通算成績 |
| -------------- | ---- | ---- | ---- | ---- | ---- | ---- | ---- | ---- | ---- | ---- | ---- | ---- | -------- |
| 全豪オープン   | 1R   | 2R   | 1R   | 1R   | 2R   | 1R   | 1R   | 1R   | 1R   | 1R   | 2R   | 1R   | 3–12     |
| 全仏オープン   | LQ   | 1R   | 1R   | 1R   | 3R   | 4R   | 3R   | 3R   | 2R   | 1R   | 2R   | 1R   | 11–11    |
| ウィンブルドン | LQ   | 1R   | 3R   | 1R   | 3R   | 2R   | NH   | 3R   | 1R   | 2R   | 2R   | 2R   | 10–10    |
| 全米オープン   | LQ   | 1R   | 2R   | 1R   | 3R   | 1R   | 1R   | 2R   | 2R   | 1R   | 1R   |      | 5–10     |

## 4大大会ダブルス成績
略語の説明
| W | F | SF | QF | #R | RR | Q# | LQ | A | Z# | PO | G | S | B | NMS | P | NH |

W=優勝, F=準優勝, SF=ベスト4, QF=ベスト8, #R=#回戦敗退, RR=ラウンドロビン敗退, Q#=予選#回戦敗退, LQ=予選敗退, A=大会不参加, Z#=デビスカップ/BJKカップ地域ゾーン, PO=デビスカップ/BJKカッププレーオフ, G=オリンピック金メダル, S=オリンピック銀メダル, B=オリンピック銅メダル, NMS=マスターズシリーズから降格, P=開催延期, NH=開催なし.
| 大会           | 2014 | 2015 | 2016 | 2017 | 2018 | 2019 | 2020 | 2021 | 2022 | 2023 | 2024 | 2025 | 通算成績 |
| -------------- | ---- | ---- | ---- | ---- | ---- | ---- | ---- | ---- | ---- | ---- | ---- | ---- | -------- |
| 全豪オープン   | A    | 1R   | 1R   | 1R   | 3R   | QF   | SF   | F    | W    | W    | SF   | W    | 36–8     |
| 全仏オープン   | A    | 3R   | SF   | SF   | W    | 1R   | SF   | W    | A    | 1R   | W    | QF   | 35–7     |
| ウィンブルドン | A    | 2R   | 1R   | 3R   | W    | SF   | NH   | QF   | W    | A    | W    | SF   | 32–6     |
| 全米オープン   | A    | 1R   | QF   | F    | SF   | 1R   | 2R   | 1R   | W    | 2R   | SF   |      | 23–9     |